# Pedrocortesella tristius
Pedrocortesella tristius är en kvalsterart som beskrevs av Eguaras, Martínez och Fernández 1990. Pedrocortesella tristius ingår i släktet Pedrocortesella och familjen Licnodamaeidae. Inga underarter finns listade i Catalogue of Life.